# Kaysone Phomvihane
Kaysone Phomvihane, o Kaisôn Phomvihān (Na Seng, 13 dicembre 1920 – Vientiane, 21 novembre 1992), è stato un rivoluzionario e politico laotiano.
Fu il leader del Partito Rivoluzionario del Popolo Lao dagli anni '50 fino alla morte, nonché primo premier della Repubblica Popolare Democratica del Laos e, dal 1991 al 1992, presidente della Repubblica.

## Biografia

### Il periodo rivoluzionario
Di origini vietnamite, Kaysone nacque nel 1920 a Na Seng (oggi Distretto di Kaysone Phomvihane) come Nguyen Cai Song. Studiò legge ad Hanoi, ma lasciò l'università per combattere i francesi in Indocina, entrando nel Partito Comunista Indocinese. Successivamente si unì al Pathet Lao e, nel 1955, fu uno dei principali fondatori del Partito Rivoluzionario del Popolo Lao (allora Partito del Popolo Lao), di cui divenne immediatamente il segretario generale, controllando anche le forze guerrigliere del Pathet Lao.
Dal momento che riceveva armi sia dall'URSS che dalla Cina, il PRPL non si schierò apertamente nella crisi sino-sovietica, ma continuò a mantenere buoni rapporti con il Partito Comunista Cinese, specialmente grazie al grande interessamento di Mao Tse-tung alla questione indocinese. Quando gli Stati Uniti invasero il Laos, il PRPL si trovò sempre più subordinato al Vietnam e, specialmente dagli anni Settanta, allentò conseguentemente i propri legami con la Cina e rafforzò quelli con l'URSS.

### Al potere
Con la vittoria del 1975, Kaysone divenne subito presidente del Consiglio dei ministri, ottenendo così il controllo effettivo del Paese. Egli rafforzò notevolmente i legami con il Vietnam, permettendo alle sue forze armate di transitare liberamente nel territorio laotiano, e fu quindi coinvolto nella crisi che intercorse fra la Cina e il Vietnam quanto quest'ultimo invase la Kampuchea Democratica, filocinese, e subì quindi la controffensiva cinese. In cambio, il governo di Kaysone ricevette vari sussidi da parte del Vietnam, ma non riuscì a far ripartire la propria economia. In particolare, la rottura dei rapporti commerciali con la Cina e la Thailandia influì assai negativamente sull'economia laotiana, fermando importanti programmi quali la collettivizzazione dell'agricoltura.
Successivamente, Kaysone adottò una politica economica ed estera completamente differente. Nel 1985 implementò il "nuovo modello economico" che, basandosi sulle riforme di Deng Xiaoping in Cina, reintroduceva gradualmente la proprietà privata e, parzialmente, il libero mercato. Inoltre, per alleggerire l'influenza del Vietnam, riattivò le relazioni diplomatiche con la Cina nel 1986 e con gli Stati Uniti, nella speranza che potessero successivamente spingere la Thailandia a fare altrettanto (ma ciò avverrà solo nel 1992). Le relazioni col Vietnam, peraltro, ufficialmente erano ottime, ma di fatto erano incrinate da continui problemi riguardanti la demarcazione delle frontiere, che si risolsero solo nel 2007.
Con il crollo dell'URSS e del Patto di Varsavia, nel 1990 ebbe inizio in Laos una nuova crisi economica. Kaysone nel 1989 aveva visitato Pechino, ottenendo l'aiuto cinese, e in seguito liberalizzò ulteriormente l'economia per ottenere aiuti da Francia, dal Giappone e dalla Banca Mondiale. Nel 1991 il quinto Congresso del Partito rafforzò la sua leadership e confermò la liberalizzazione dell'economia.
Sempre nel 1991 venne varata una nuova Costituzione, con la quale il presidente della Repubblica assumeva il potere esecutivo, contrariamente al precedente ruolo cerimoniale. Il 15 agosto Kaysone lasciò il ruolo di capo del governo al suo delfino, Khamtai Siphandon, divenendo presidente della Repubblica: lo rimase fino alla morte, avvenuta il 21 novembre 1992.

### Eredità
Kaysone è attualmente considerato il fondatore della Repubblica Democratica Popolare Lao. Il suo ritratto appare su gran parte delle banconote laotiane e il governo, subito dopo la sua morte, spese milioni di dollari per costruirgli un mausoleo d'oro a Vientiane. Kaysone era sposato con Thongvinh Phomvihane, ed ebbe da lei quattro figli. Dopo la morte di Kaysone, Thongvinh venne espulsa dal Partito, accusata di traffico di eroina.